# 三三集刊
《三三集刊》，台灣文學刊物，於1977年創刊，一直發行到1981年第28期後結束。發起人與最初成員為朱天文、朱天心、馬叔禮、謝材俊、丁亞民、仙枝等人，他們共同受到張愛玲、胡蘭成與朱西甯影響，在1970年代形成一個具影響力的台灣文學團體。其寫作風格偏向唯美纖弱，意識型態則偏向重視中華文化與三民主義，強調光復大陸與文化中國等理念。

## 歷史
1977年4月，在皇冠雜誌社平鑫濤的支持下，《三三集刊》創刊；一直發行到1981年8月，出版第28期後結束。創作高峰於1977至197兩年間。1979年，三三書坊成立，出版22本書；直到1989年結束，併入遠流出版。1981年，在《三三集刊》結束後，9月成立《三三雜誌》，發行12期後於1982年8月結束。1977年，三三合唱團成立，直到1984年後結束。

## 三三作家群
組成成員平均年齡相當低的《三三集刊》團體，其名稱可做以下解釋：前面的三指的是當時中華民國政府基本國策——三民主義，後面的三則代表三位一體的真神。
《三三集刊》成員深受胡蘭成與張愛玲的影響，除了文學性極強，也有著正統中國與熱愛紅學的信仰。文學集團除形成一家之言，作者群間的文風亦相似。
除此之外，三三集團據信也與保釣運動、李敖的全盤西化論和蔣中正發起的中華文化復興運動（該運動認為相較於中國共產黨的文化大革命而言，中國國民黨統治下的台灣為中華文化的象徵）及之後溫瑞安成立的神州詩社，有著某種抗衡與合作。《三三集刊》與與後來成立的三三書坊都是以提倡中華文化的外省第二代所主導，所以常被以獨派為主台灣鄉土文學主要成員所批評。1979年的美麗島事件為三三集團的崩解主因。以外省人為主的國民黨政府當權者在此事件對真理的態度，讓本來擁護國民黨的三三集團成員出現了「無法交涉、對話的部分」。於此情況下，三三集團迅速崩解。

## 影響
雖運作的時間不久，「三三」式文學行動主義希望將國家文化以及政治意識型態等爭議包納在一個「情」、「愛」的理想，至今仍為不少人所稱道，也為1980年代初期外省人的主流想法。不過，自1987年，本省人政治勢力抬頭後，外省人族群驟然從強勢團體變成弱勢團體，漸次放棄該意識型態，而懷念起「只知相信、不知懷疑的那個幸福時代」。與台灣本土化運動日漸對立的此種轉變，也影響2000年後的藍綠抗爭、媒體態度、甚至台灣政壇的生態板塊。

### 文獻
- 張瑞芬. . 秀威資訊. 2007. ISBN 978-9866909559.